# David Walker (évêque)
Pour les articles homonymes, voir David Walker et Walker.
David Stuart Walker, né le 30 mai 1957, est un évêque anglican britannique. Il est évêque de Dudley, suffragant du diocèse de Worcester, de 2000 à 2013, et de Manchester depuis 2013. 

## Jeunesse
Walker suit ses études à la Manchester Grammar School, puis dans un lycée de garçons à Manchester. Il participe à l'Olympiade mathématique internationale de 1975. Walker étudie au King's College de Cambridge. Il suit une formation pour le ministère au Queen's College d'Edgbaston.

## Ministère ordonné
Walker est ordonné comme diacre le 3 juillet 1983 puis comme prêtre le 1er juillet 1984, les deux fois à la cathédrale de Sheffield par l'évêque David Lunn. Il commence sa carrière comme vicaire à la paroisse St Mary à Handsworth, après quoi il est vicaire à Maltby, puis à Bramley.
Walker est consacré évêque le 30 novembre 2000 par George Carey, archevêque de Cantorbéry à la cathédrale Saint-Paul. Pendant son mandat d'évêque de Dudley, Walker est évêque par intérim de Worcester (en tant que seul suffragant du diocèse) en 2007 entre le départ à la retraite de Peter Selby et la confirmation de John Inge.
La nomination de Walker comme évêque de Manchester est annoncée le 5 juin 2013, son élection canonique au siège est confirmée le 7 octobre 2013 et il est intronisé à la cathédrale de Manchester le 30 novembre suivant. Walker obtient un doctorat en 2014 après des recherches, à l'université de Warwick, sur l'appartenance des gens à leurs églises, en particulier dans l'anglicanisme rural.
Depuis 2014, Walker est vice-président d'Affirming Catholicism. Il est membre du Tiers Ordre de la Société de Saint François (TSSF).
Walker est nommé à la Chambre des lords le 7 septembre 2020.

## Vie privée
Walker est un passionné de randonnée. Il épouse Susan en 1980, le couple a deux enfants.